# 海路
| ウィキペディアには「海路」という見出しの百科事典記事はありません（タイトルに「海路」を含むページの一覧/「海路」で始まるページの一覧）。 代わりにウィクショナリーのページ「海路」が役に立つかもしれません。 |